# Athlītikos Podosfairikos Omilos Ellīnōn Leukōsias 2008-2009
Questa voce raccoglie le informazioni riguardanti l'APOEL Nicosia nelle competizioni ufficiali della stagione 2008-2009.

## Rosa
| N. |                               | Ruolo | Calciatore                 |
| -- | ----------------------------- | ----- | -------------------------- |
| 1  | Cipro (bandiera)              | P     | Michalīs Morfīs            |
| 3  | Portogallo (bandiera)         | D     | Paulo Jorge                |
| 4  | Cipro (bandiera)              | C     | Andreas Charalambous       |
| 5  | Macedonia del Nord (bandiera) | D     | Boban Grnčarov             |
| 6  | Cipro (bandiera)              | C     | Demetris Kyriakou          |
| 7  | Grecia (bandiera)             | D     | Savvas Poursaïtidīs        |
| 8  | Polonia (bandiera)            | A     | Adrian Sikora              |
| 9  | Cipro (bandiera)              | A     | Andreas Papathanasiou      |
| 10 | Cipro (bandiera)              | C     | Constantinos Charalambides |
| 11 | Polonia (bandiera)            | C     | Kamil Kosowski             |
| 14 | Paesi Bassi (bandiera)        | D     | Joost Broerse              |
| 15 | Cipro (bandiera)              | D     | Marios Antoniades          |
| 17 | Cipro (bandiera)              | C     | Marinos Satsias            |
| 18 | Cipro (bandiera)              | C     | Achilleas Vasiliou         |
| 19 | Cipro (bandiera)              | D     | Marios Īlia                |
| 20 | Brasile (bandiera)            | C     | Jean Paulista              |

| N. |                       | Ruolo | Calciatore           |
| -- | --------------------- | ----- | -------------------- |
| 21 | Polonia (bandiera)    | A     | Marcin Żewłakow      |
| 22 | Grecia (bandiera)     | P     | Dionisis Chiotis     |
| 23 | Portogallo (bandiera) | C     | Hélio Pinto          |
| 24 | Grecia (bandiera)     | D     | Chrīstos Kontīs      |
| 26 | Portogallo (bandiera) | C     | Nuno Morais          |
| 29 | Cipro (bandiera)      | C     | Nektarios Alexandrou |
| 30 | Serbia (bandiera)     | A     | Nenad Mirosavljević  |
| 32 | Albania (bandiera)    | D     | Altin Haxhi          |
| 33 | Cipro (bandiera)      | C     | Chrysostomos Michael |
| 37 | Slovacchia (bandiera) | A     | Mário Breška         |
| 60 | Cipro (bandiera)      | P     | Kyriacos Ioannou     |
| 71 | Cipro (bandiera)      | C     | Marios Theodorou     |
| 77 | Cipro (bandiera)      | C     | Athōs Solōmou        |
| 88 | Cipro (bandiera)      | P     | Tasos Kissas         |
|    | Argentina (bandiera)  | A     | Esteban Solari       |
|    | Francia (bandiera)    | D     | Bark Seghiri         |